# Zierzow
Zierzow là một đô thị ở huyện Ludwigslust, bang Mecklenburg-Vorpommern, Đức. Đô thị này có diện tích 13,32 km², dân số thời điểm 31 tháng 12 là 450 người.